# Копань (Львівський район)
Копа́нь — село в Україні, у Львівському районі Львівської області. Населення за переписом 2001 року становило 136 осіб. Орган місцевого самоврядування — Бібрська міська рада.

## Історія села
З давніх часів Копань було частиною Свіржа. В 1782 році Копань належала до великого маєтку Домініка Цетнера. У цей час в селі було всього 10 господарств.
У 1792 році Копань Цетнери продають Йосипові Хлопіцькому. Ймовірно, що з цього часу починається відокремлення Копані від Свіржа. Хоча в 1795 році Копань ще згадується як частина Свіржа. В 1830р  в Копані було 40 будинків.
В 1870 році в селі проживало 287 осіб.Суляни розпоряджалися 140 моргами орної землі( морг =0.56 га), 72 моргами лук та городів , 9 моргів пасовищ .
В 1904 році в селі Копань разом з хутором Gniłą (Гнила)  проживало 379  чоловік. Землями в селі володів пан Ольшанський , частиною земель володіли місцеві селяни. Місцева церква належала до парафії с Глібовичі.
В 1927 році в селі проживало 537 осіб. Пан І. Дамчан володів в селі 158 га землі. Теслярським ремеслом заробляв М. Мудрак та Д. Стор. В селі функціонував "Землеробський союз". Сільський швець -Я. Задорожний.Тютюнові вироби виготовляв та продавав А. Підложевич.Алкоголь продавав Я. Картен.